# Keith Lockhart

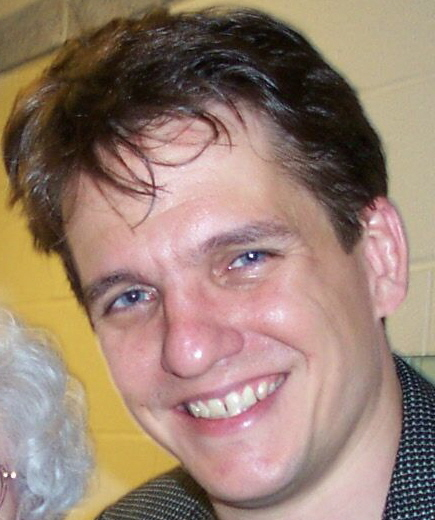
Lockhart em 2003

Keith Lockhart (7 de Novembro de 1959) é um maestro estadunidense.
Ele é o atual maestro da Orquestra Pops de Boston, sucedendo John Williams desde 1995. Antes disso, Lockhart foi associado com a Orquestra Sinfônica de Cincinnati e a Orquestra Pops de Cincinnati, como também diretor musical da Orquestra de Câmara de Cincinnati. Ele também foi maestro do Instituto Filarmônica de Los Angeles.
Keith Lockhart conduziu mais de novecentos concertos no Symphony Hall e em volta do mundo, incluindo vinte e oito turnês nacionais, doze concertos no dia 4 de Julho na Esplanada de Boston e quatro apresentações no Japão e na Coréia do Sul e também apresentou-se no Carnegie Hall em Nova Iorque. 
Lockhart começou seus estudos musicais com lições de piano de Gwen Stevens aos sete anos de idade. Ele também estudou na Universidade de Grenville e na Universidade Carnegie Mellon. Desde 1998, Lockhart também é o diretor musical da Orquestra Sinfônica de Utah.